# Torre Seldwyla
Torre Seldwyla és una casa de Caldes d'Estrac (Maresme).

## Descripció
Xalet unifamiliar de planta baixa i una planta envoltat de jardí; és cantoner. La superfície del solar és de 104 metres quadrats, mentre que la superfície construïda és de 90 metres quadrats, repartits entre una vivenda de 45 i un aparcament també de 45. La façana principal està orientada en sentit sud-est, de cara a la mar. La coberta és de teulada a dues aigües amb ràfec i carener paral·lel a la porta principal.
A la planta baixa destaca la porta principal, que combina el vidre i el ferro, que es mostren en quadrícules. A la primera planta trobem un balcó sense decoracions i una finestra lateral. Les parets són emblanquinades. Destaca el gran jardí de pins amb un gran eucaliptus a l'entrada de la finca des del Passeig dels Anglesos.
Disposa de varis accessos. Forma part de la finca el número 41 del carrer de La Paz destinat a garatge i habitatge auxiliar, al qual s'accedeix pujant una escala. La part davantera té només accés per a vianants.

## Història
La família suïssa Gschwind va donar un quadre a l'església parroquial en senyal d'agraïment perquè el rector va deixar enterrar un familiar protestant al cementiri local (catòlic); aquest quadre encara es pot veure al cor de l'església. Durant un temps estiuejà a aquesta casa el pintor barceloní Laureà Barrau i Buñol (1864-1957). Entre els seus quadres de paisatges en destaquen alguns dedicats a la costa de Caldes d'Estrac.